# Acurenam
Acurenam (ook Akurenam) is een stadje in het continentale deel van Equatoriaal-Guinea, in de provincie Centro Sur. Het ligt op de zuidelijke grens met Gabon; de gemeente (Spaans: municipio) heeft een inwoneraantal van 20.255 (2001).